# Discografia de Rachel Platten
A discografia de Rachel Platten, uma cantora estadunidense de música pop, consiste em quatro álbuns de estúdio, um extended play, cinco singles e seis videoclipes. Ela lançou seu primeiro álbum de estúdio Trust in Me em 2003 – o que ela chamou de "uma coleção de demos." Seu segundo álbum, Be Here, foi lançado pela Rock Ridge Music em 2011. Em 2015 a cantora foi assinou contrato com a gravadora Columbia Records e lançou "Fight Song", single lead do EP Fight Song e do álbum "Wildfire". Em 11 de setembro de 2015, Platten lançou o single "Stand by You", que serviu como segundo foco de promoção de seu terceiro álbum de estúdio Wildfire, lançado no primeiro dia de 2016, logo após ela confirmou que a música seria o segundo single do álbum. Em 18 de agosto de 2017 foi lançado "Broken Glass", primeiro single do seu quarto álbum de estúdio "Waves".

## Álbuns

### Álbuns de estúdio
| Trust in Me                                                                                                   | - Lançamento: 2003 - Formatos: CD                                                          | —  | —  | — | —  | —   | —  | —  | —  | —  |          |
| Be Here | - Lançamento: 26 de abril de 2011 - Gravadora: Rock Ridge - Formatos: Digital download, CD | —  | —  | — | —  | —   | —  | —  | —  | —  |          |
| Wildfire | - Lançamento: 1 de janeiro de 2016 - Gravadora: Columbia - Formatos: Digital download, CD  | 5  | 12 | 6 | 84 | 35  | 37 | 29 | 85 | 35 | - : Ouro |
| Waves | - Lançamento: 27 de outubro de 2017 - Gravadora: Columbia - Formatos: Digital download, CD | 73 | —  | — | —  | 142 | —  | —  | —  | —  |          |
| "—" denota um lançamento que não foi lançado no território ou não conseguiu entrar na tabela musical do país. |                                                                                            |    |    |   |    |     |    |    |    |    |          |

### Extended plays
| Live, with love, from Milkboy Studios[a]                                                                      | - Lançamento: 15 de fevereiro de 2011 - Formatos: Digital download                      | —  |            |
| NoiseTrade Sampler                                                                                            | - Lançamento: 21 de dezembro de 2011 - Formatos: Digital download                       | —  |            |
| Fight Song EP                                                                                                 | - Lançamento: 12 de maio de 2015 - Gravadora: Columbia - Formatos: Digital download, CD | 20 | - : 26,000 |
| "—" denota um lançamento que não foi lançado no território ou não conseguiu entrar na tabela musical do país. |                                                                                         |    |            |

## Singles
| 2011 | "1,000 Ships"  | —  | 23 | —  | —   | —  | — | — | —  | —  | — | | Be Here  |
| 2015 | "Fight Song"   | 6  | 1  | 2  | 6   | 5  | 6 | 8 | 56 | 38 | 1 | - : 6× Platina - : Platina - : 5× Platina - : 3× Platina - : Ouro - : Platina - : 2× Platina - : Ouro - : Platina | Wildfire |
| 2015 | "Stand By You" | 37 | 1  | 14 | 63  | 42 | — | — | —  | —  | — | - : Platina - : Platina - : Ouro - : Ouro                                                                         | Wildfire |
| 2016 | "Better Place" | —  | 21 | —  | —   | —  | — | — | —  | —  | — | | Wildfire |
| 2017 | "Broken Glass" | —  | 17 | —  | 113 | —  | — | — | —  | —  | — | | Waves    |
| 2018 | "You Belong"   | —  | —  | —  | —   | —  | — | — | —  | —  | — | | ASA      |
| 2020 | "Soldiers"     | —  | —  | —  | —   | —  | — | — | —  | —  | — | | ASA      |
| "—" denota um lançamento que não foi lançado no território ou não conseguiu entrar na tabela musical do país. |                |    |    |    |     |    |   |   |    |    |   | |          |

### Como artista convidada
| Ano  | Canção                                                   | Melhores posições | Álbum  |
| Ano  | Canção                                                   | EUA Dance/Mix     | Álbum  |
| ---- | -------------------------------------------------------- | ----------------- | ------ |
| 2019 | "Little Bit of Love" (Tritonal featuring Rachel Platten) | 16                | U & Me |

### Singles Promocionais
| Ano  | Canção                 | Álbum    |
| ---- | ---------------------- | -------- |
| 2011 | "Nothing Ever Happens" | Be Here  |
| 2015 | "Lone Ranger"          | Wildfire |
| 2017 | "Perfect For You"      | Waves    |
| 2017 | "Collide"              | Waves    |

## Outras Aparições
| Ano  | Canção                          | Outro Artista           | Álbum                     |
| ---- | ------------------------------- | ----------------------- | ------------------------- |
| 2007 | "Love"                          | Mama's Boy Goes Digital | Of Hearts (Remastered)    |
| 2008 | "Free You Original Mix"         | Holosound               | Free You EP               |
| 2010 | "You're A Mean One, Mr. Grinch" | N/A                     | A Holiday Benefit, Vol 4  |
| 2012 | "Work Of Art"[b]                | N/A                     | Non-album single          |
| 2016 | "Same As Me"                    | Diego Torres            | Non-album single          |
| 2014 | "Begin Again"[c]                | N/A                     | Non-album single          |
| 2014 | "You're Safe"[d]                | N/A                     | Non-album single          |
| 2017 | "Thank You for Being a Friend"  | N/A                     | My Little Pony: The Movie |
| 2019 | "Wonder"                        | N/A                     | Wonder Park               |

## Videoclipes
| Ano  | Título                 | Diretor          |
| ---- | ---------------------- | ---------------- |
| 2011 | "Nothing Ever Happens" | —                |
| 2011 | "1,000 Ships"          | —                |
| 2015 | "Fight Song"           | James Lees       |
| 2015 | "Stand By You"         | Hannah Lux Davis |
| 2016 | "Better Place"         | Matthew Stawski  |
| 2017 | "Broken Glass"         | Allie Avital     |
| 2018 | "You Belong"           | Michael Mazur    |

Notas
- ↑[a]  "Live, with love, from Milkboy Studios" é um EP Ao Vivo.
- ↑[b]  "Work Of Art" é tema de abertura do programa "Jane by Design".
- ↑[c]  A música foi usada para o episódio 100 de "Pretty Little Liars".
- ↑[d] A música foi usada para a série da MTV "Finding Carter".